# Finja
Finja är en tätort i Hässleholms kommun och kyrkby i Finja socken i Skåne, belägen norr om Finjasjön, mellan Hässleholm och Tyringe.

## Befolkningsutveckling
| Befolkningsutvecklingen i Finja 1960–2020 | Befolkningsutvecklingen i Finja 1960–2020 | Befolkningsutvecklingen i Finja 1960–2020 | Befolkningsutvecklingen i Finja 1960–2020 | Befolkningsutvecklingen i Finja 1960–2020 |
| ----------------------------------------- | ----------------------------------------- | ----------------------------------------- | ----------------------------------------- | ----------------------------------------- |
|                                           |                                           |                                           |                                           |                                           |
| År                                        |                                           |                                           | Folkmängd                                 | Areal (ha)                                |
| 1960                                      | 1960                                      |                                           | 463                                       |                                           |
| 1965                                      | 1965                                      |                                           | 532                                       |                                           |
| 1970                                      | 1970                                      |                                           | 606                                       |                                           |
| 1975                                      | 1975                                      |                                           | 667                                       |                                           |
| 1980                                      | 1980                                      |                                           | 634                                       |                                           |
| 1990                                      | 1990                                      |                                           | 586                                       | 75                                        |
| 1995                                      | 1995                                      |                                           | 585                                       | 75                                        |
| 2000                                      | 2000                                      |                                           | 555                                       | 75                                        |
| 2005                                      | 2005                                      |                                           | 553                                       | 75                                        |
| 2010                                      | 2010                                      |                                           | 535                                       | 76                                        |
| 2015                                      | 2015                                      |                                           | 616                                       | 137                                       |
| 2020                                      | 2020                                      |                                           | 530                                       | 115                                       |
| Anm.: införlivade 2015 Backagården        |                                           |                                           |                                           |                                           |

## Samhället
I Finja ligger Finja kyrka och en F–6-skola. Dessutom finns fotbollsföreningen Finja IF.
Omkring 1,5 km sydost om Finja ligger slottsruinen Mölleröds kungsgård.

## Näringsliv
I Finja grundades betongelementföretaget Finja Prefab AB.